# Kumarghat
Kumarghat là một thị xã và là một nagar panchayat của quận North Tripura thuộc bang Tripura, Ấn Độ.

## Nhân khẩu
Theo điều tra dân số năm 2001 của Ấn Độ, Kumarghat có dân số 11.591 người. Phái nam chiếm 52% tổng số dân và phái nữ chiếm 48%. Kumarghat có tỷ lệ 79% biết đọc biết viết, cao hơn tỷ lệ trung bình toàn quốc là 59,5%: tỷ lệ cho phái nam là 83%, và tỷ lệ cho phái nữ là 76%. Tại Kumarghat, 12% dân số nhỏ hơn 6 tuổi.